# Maurice Blomme
Maurice Blomme   (Oostnieuwkerke, 29 d'octubre de 1926 - Roeselare, 11 d'abril de 1980) va ser un ciclista belga. Va competir en l'esdeveniment de curses per equips als Jocs Olímpics d'estiu de 1948. Fou professional entre 1949 i 1961.

## Palmarès
Palmarès de Maurice Blomme.
- 1947 (amateur)
  - Campió militar de Bèlgica
- 1949
  - Campió de Flandes Occidental
  - 1r al Gran Premi de la vila de Zottegem
  - 1r del Premi d'Aaigem
  - 1r del Premi de Staden
  - 1r del Premi d'Ooigem
  - Vencedor de 3 etapes a la Volta al Marroc
- 1950
  - 1r al Campionat de Flandes
  - 1r del Circuit de Flandes Occidental
  - 1r del Circuit de les Tres Províncies
  - 1r del Circuit d'Houtland
  - 1r de l'Houthem-Vilvoorde
  - 1r al Gran Premi de les Nacions
  - 1r al Gran Premi de la vila de Zottegem
  - 1r del Premi de Roeselare
  - 1r del Premi de Wingene
  - 1r del Premi d'Handzame
  - Vencedor d'una etapa al Tour de França
- 1951
  - 1r de la Brussel·les-Ingooigem
  - 1r de l'Houtem-Vilvoorde
  - 1r del Premi de Kortrijk
  - 1r al Gran Premi de la vila de Zottegem
  - 1r del Premi d'Ardooie
  - 1r del Premi de Sint Andries
  - 1r del Premi de Wingene
  - 1r del Premi d'Hooglede
  - 1r del Premi de Komen
- 1952
  - 1r del Premi de Berlare
  - 1r del Premi d'Eke
  - 1r del Premi d'Hooglede
  - 1r del Premi de Kruishoutem
  - 1r del Premi de Soignies
  - 1r del Premi de Zingem
  - 1r del Critèrium de Zingem
- 1953
  - 1r del Premi d'Houthulst
  - 1r del Premi de Stene
  - Vencedor d'una etapa de la Volta a Luxemburg
- 1954
  - 1r del Circuit de les Ardenes flamenques - Ichtegem
  - 1r del Premi d'Houtland
  - 1r a l'Omloop Mandel-Leie-Schelde
  - 1r del Premi de Stene
  - 1r del Premi de Lessines
  - 1r del Premi de Ruiselede
  - 1r del Premi de Vilvoorde
- 1955
  - 1r del Circuit de l'Oest i vencedor d'una etapa
  - 1r del Premi de Le Bizet
  - 1r del Premi d'Oostende
  - 1r del Premi de Kachtem
  - 1r del Premi d'Aarschot
- 1956
  - 1r del Premi d'Oostrozebeke
  - 1r del Premi de Soignies
- 1957
  - 1r del Premi de Tielt
- 1959
  - 1r del Circuit de l'Oest

### Resultats al Tour de França
- 1950. Abandona (16a etapa). Vencedor d'una etapa
- 1952. Abandona (6a etapa)